# Tim Akinola
Timothy „Tim“ Olaoluwa Akinola (* 8. Mai 2001 in Lokoja) ist ein nigerianisch-englischer Fußballspieler, der beim FC Arsenal unter Vertrag steht.

## Karriere
Tim Akinola wurde im nigerianischen Lokoja, der Hauptstadt des Bundesstaats Kogi geboren. Bis Juli 2019 spielte Akinola in den Jugendmannschaften von Lincoln City, bevor er in die U19 von Huddersfield Town wechselte. Ein Jahr später wechselte er zum FC Arsenal nach London. An der Verpflichtung war der Chef der Nachwuchsakademie der „Gunners“ Per Mertesacker beteiligt. Ab der Saison 2020/21 spielte Akinola für die U23-Mannschaft von Arsenal.
Im Januar 2022 wurde Akinola nach Schottland zum Erstligisten Dundee United verliehen. Sein Debüt in der Scottish Premiership gab er am 25. Spieltag gegen den FC St. Johnstone als er in der Startelf von Trainer Tam Courts stand. In der Halbzeitpause wurde er gegen Scott McMann ausgewechselt. Akinola zog sich in der Trainingswoche nach dem Spiel eine Knöchelverletzung zu. Nachdem er eine Operation am Knöchel erhielt wird er für mehrere Monate ausfallen.